# Lisan ad-Din Ibn al-Chatib
Lisan ad-Din Ibn al-Chatib (ur. 15 listopada 1313 w Grenadzie, zm. wiosną 1375 w Tilimsanie) – arabski historyk, poeta i mąż stanu.
Był wezyrem na dworze Nasrydów. Napisał wiele prac z dziedziny literatury, filozofii i historii. Jego najważniejsze dzieła to:
- Al-Ihata fi achbar Gharanata (Gruntowne ujęcie wiadomości o Grenadzie) - wielkie dzieło na temat historii politycznej i dzieje arabskiej kultury i literatury w Hiszpanii;
- traktat medyczny o czarnej śmierci;

Tworzył również poezje.